# Кастракани, Каструччо
Каструччо Кастракани дельи Антельминелли или Каструччио Кастракани дельи Антельминелли (итал. Castruccio Castracani degli Antelminelli; 29 марта 1281, Лукка — 3 сентября 1328, Лукка) — средневековый итальянский полководец, кондотьер, вождь гибеллинов, из рода Антельминелли (ит.).
Благодаря своему политическому и военному таланту стал герцогом Лукки и Пистойи и вёл успешную войну с Пизой.

## Биография
С 1300 года служил в качестве кондотьера Филиппу IV Французскому во Фландрии, Висконти в Ломбардии, с 1313 года — Угуччоне делла Фаджиола в центральной Италии. Участвовал во многих военных походах, включая взятие Лукки (1314 год) и битву при Монтекатини (1315 год).
Опасаясь растущей популярности Каструччо, Угуччоне заключил его в тюрьму, из которой он был освобождён благодаря восстанию жителей Лукки.
В 1316 году избран пожизненным консулом Лукки. Сначала Каструччо поддерживал Фридриха Австрийского, который в 1320 году назначил его имперским викарием Лукки, Луниджаны и Валь ди Ньеволе. После битвы при Мюльдорфе перешёл на сторону императора Людовика Баварского.
В 1325 году разбил и взял в плен гвельфского полководца Раймонда Кардону. В том же году получил от императора Людовика Баварского титул герцога Лукки, Пистойи, Вольтерры и Луни.
В 1327 году захватил Пизу и был назначен имперским викарием этого города.
После смерти Каструччо Кастракани в 1328 году гвельфы снова пришли к власти и лишили его наследников всех владений.

## Значение и признание
Его жизнеописание принадлежит Никколо Маккиавелли (1520 год).